# 卡普里哲学公园
40°32′25.2″N 14°12′35.78″E / 40.540333°N 14.2099389°E

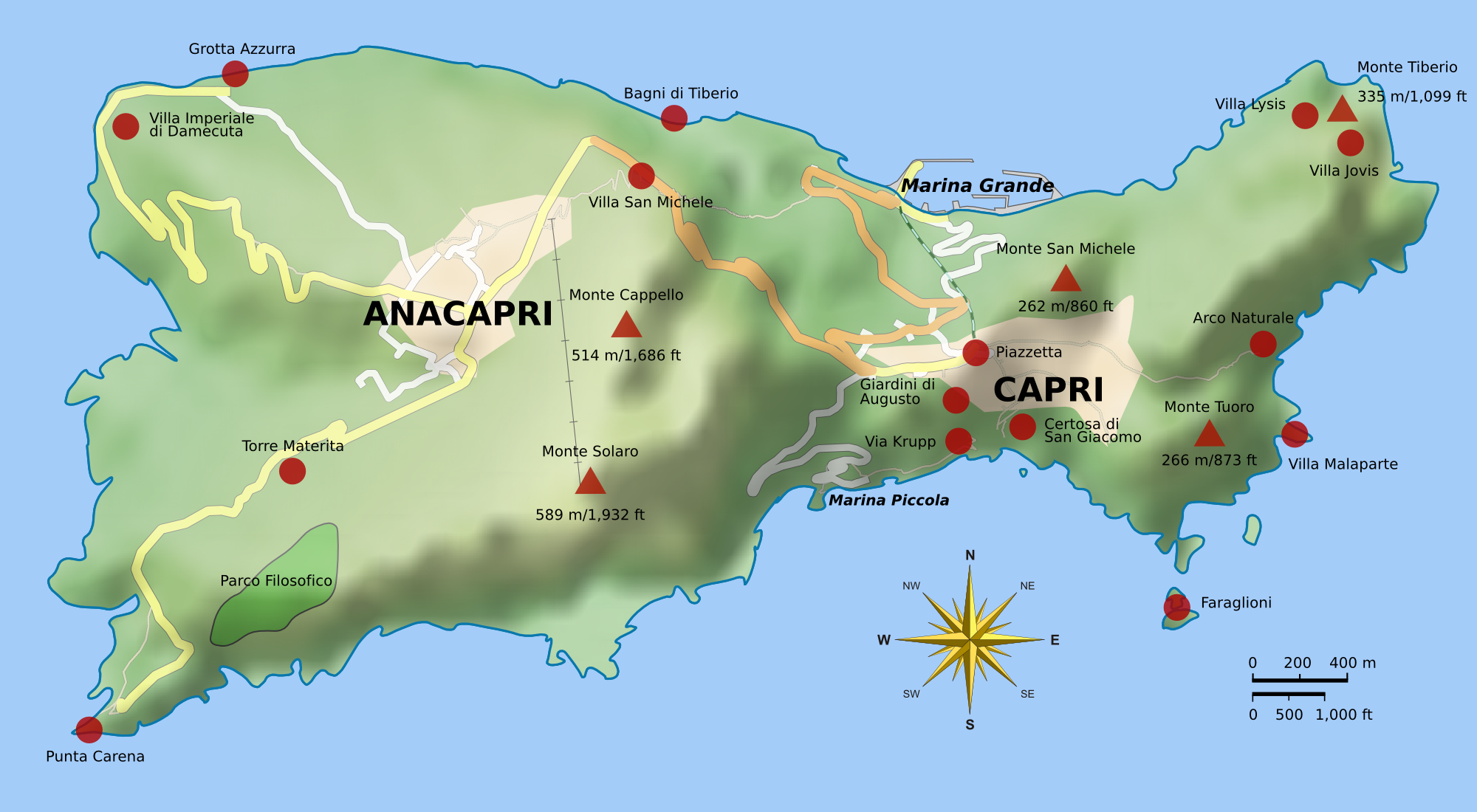
位置

卡普里哲学公园（意大利语 Parco Filosofico）位于意大利卡普里岛小镇阿纳卡普里的西南郊区。
公园由瑞典教授和作家贡纳尔·阿德勒 - 卡尔松夫妇建于2000年。园内的牌匾刻有60位西方哲学家的名言。